# Rhamphomyia inyoca
Rhamphomyia inyoca är en tvåvingeart som beskrevs av Bartak 2002. Rhamphomyia inyoca ingår i släktet Rhamphomyia och familjen dansflugor.
Artens utbredningsområde är Kalifornien. Inga underarter finns listade i Catalogue of Life.